# رسلان ستيفانتشوك
رسلان أوليكسيوفيتش ستيفانتشوك، (بالأوكرانية: Русл́ан Олекс́ійович Стефанч́ук)‏ (من مواليد 29 أكتوبر 1975 ، ترنوبل) هو رجل قانون وسياسي أوكراني ، ورئيس البرلمان الأوكراني منذ 8 أكتوبر 2021. من 2019-2021 - مستشار رئيس أوكرانيا ، ممثل الرئيس في البرلمان الأوكراني. وهو من منظري حزب خادم الشعب